# Sedum lineare

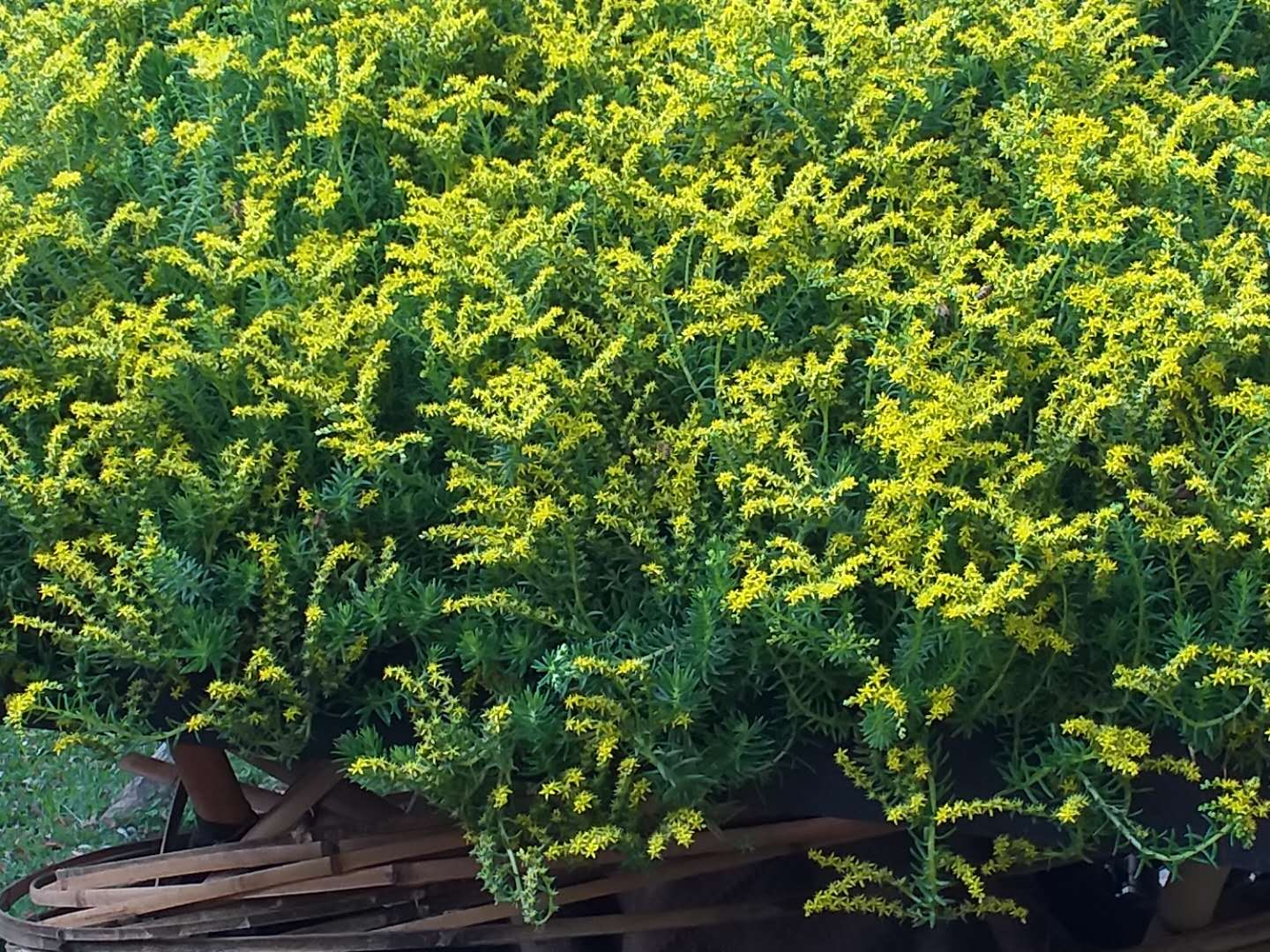
Sedum lineare

Sedum lineare är en fetbladsväxtart som beskrevs av C.P. Thunberg och A. Murray. Sedum lineare ingår i Fetknoppssläktet som ingår i familjen fetbladsväxter. Inga underarter finns listade i Catalogue of Life.